# 林东海 (1937年)
林东海（1937年9月—2020年4月20日），笔名南山，男，福建南安人，中国古典文学学者。主要从事中国古典文学的编辑和研究工作。著有《诗法举隅》《古诗哲理》等。

## 生平
1937年9月出生。1959年开始发表作品。1962年复旦大学中文系本科毕业后，师从刘大杰教授读硕士研究生，习研中古文学史。1965年毕业后被分配到中国音乐家协会工作。1972年调入人民文学出版社从事编辑工作，历任总编辑助理、古典文学编辑部（古籍文学编辑室）主任、审编室主任，编审职称。1983年加入中国作家协会。曾两次进行李白、杜甫游踪的全程考察，足迹遍及大半个中国，拍摄图片数万帧，著有《李白游踪考察图录》《李白游踪考察记》。曾任中国李白研究会理事，中国古代文学理论学会理事。2020年4月20日20时21分在北京空军航空医学研究所附属医院逝世。

## 出版物
著有专著《诗法举隅》《古诗哲理》《江河行》《李白》《太白游踪探胜》《杜甫》《文林廿八宿师友风谊》，诗文选注《李白诗选》《黄河之水天上来》《唐人律诗精华》《中国古代诗歌精华》(上)、《纪游诗选》，合著《唐宋律诗选讲》《文言小说名篇选注》《郭沫若纪游诗选注》《红楼梦研究稀见资料》等。